# Shelley Moore Capito
Shelley Moore Capito (Глен-Дейл, 1953. november 26. –) az Amerikai Egyesült Államok Nyugat-Virginia államának szenátora.